# Claus Larsen-Jensen
Claus Larsen-Jensen (ur. 9 maja 1953 w Kopenhadze) – duński polityk, deputowany krajowy, poseł do Parlamentu Europejskiego VII kadencji.

## Życiorys
Absolwent Uniwersytetu Kopenhaskiego. Zaangażował się w działalność partyjną w ramach duńskich socjaldemokratów i jej organizacji młodzieżowej. Pracował w różnych organizacjach. W latach 1991–1994 był zastępcą poselskim, od 1998 do 2005 sprawował mandat posła do Folketingetu.
W 2013 objął mandat eurodeputowanego VII kadencji, zastępując powołanego w skład rządu Dana Jørgensena. Przystąpił do grupy Postępowego Sojuszu Socjalistów i Demokratów.